# Kirche Ganzig (Liebschützberg)

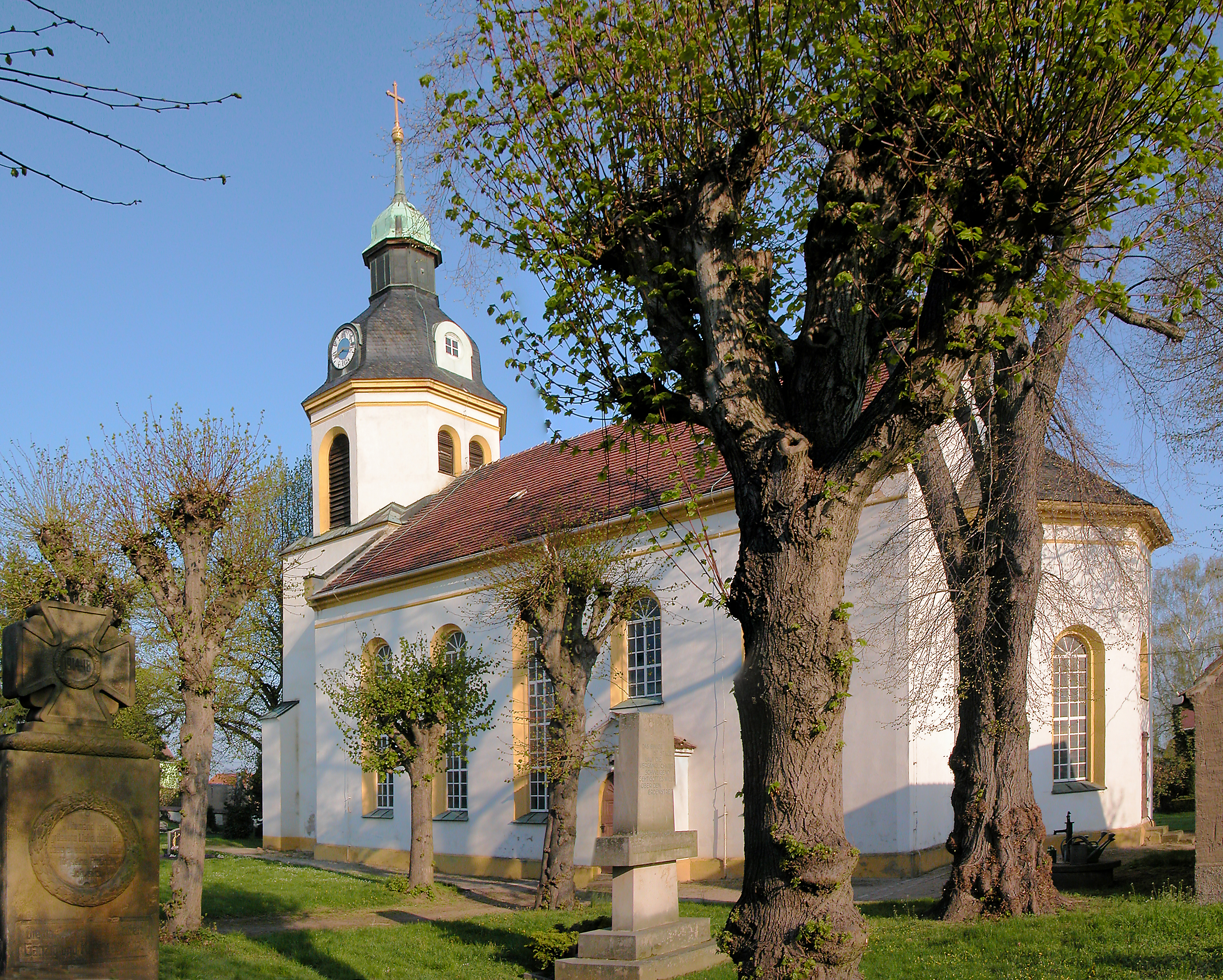
Kirche Ganzig (2011)

Die denkmalgeschützte evangelisch-lutherische Kirche in Ganzig, einem Ortsteil der Gemeinde Liebschützberg im Landkreis Nordsachsen, befindet sich im ländlichen Gebiet zwischen Oschatz, Riesa und Strehla.

## Geschichte

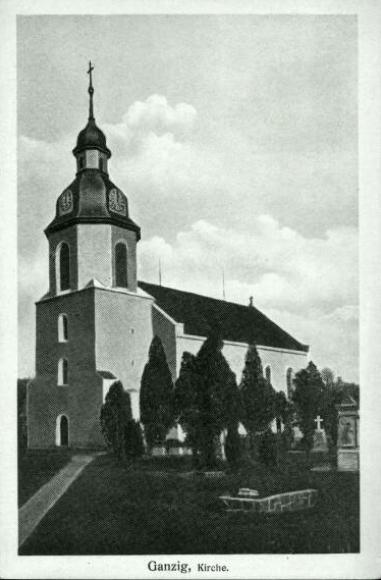
Ansichtskarte 1910

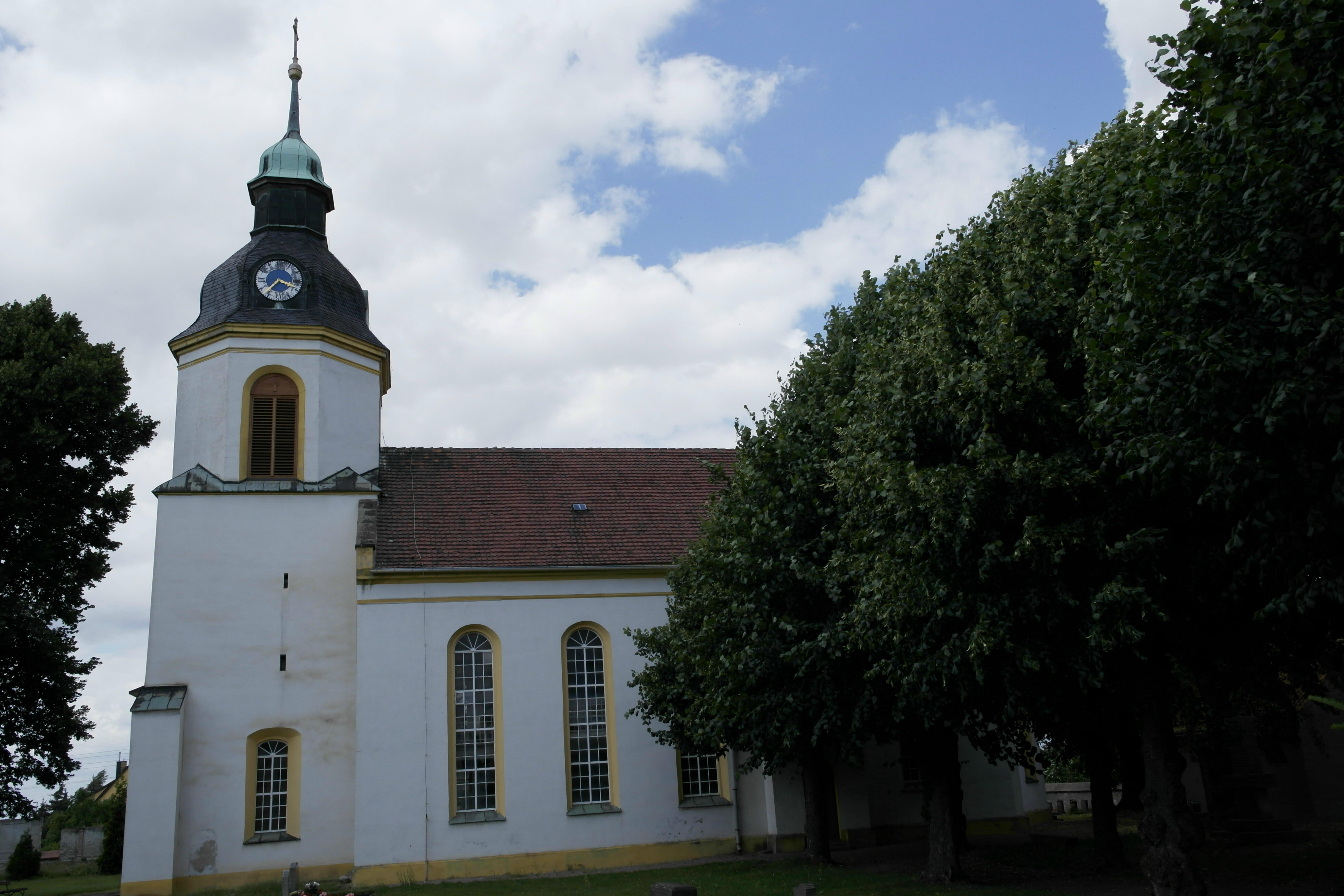
Ansicht

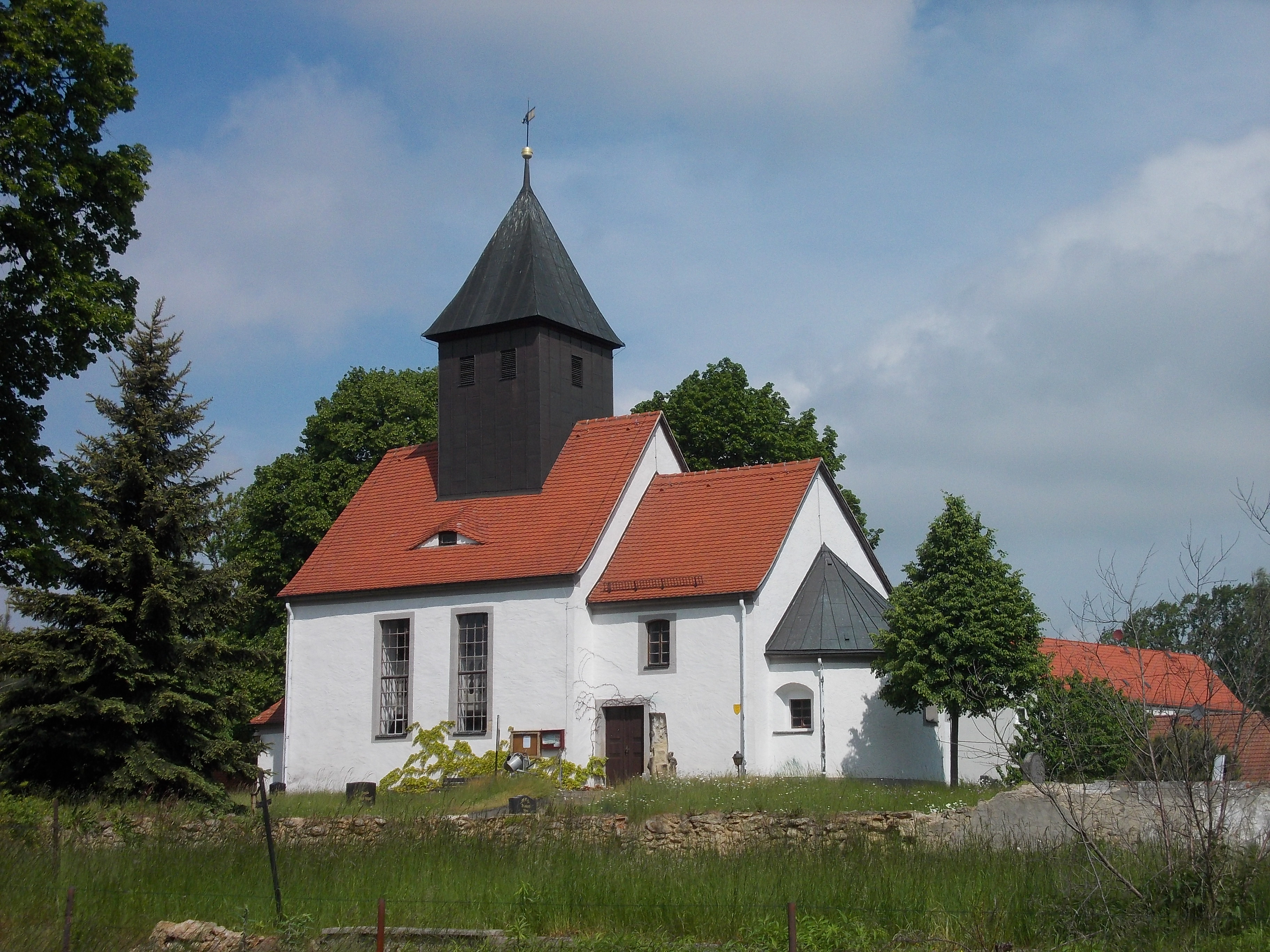
Filialkirche Lonnewitz

### Bis 1800
Die erste romanische Kirche stammt aus dem 13. Jahrhundert, im Jahr 1221 hatte der Pfarrer von Oschatz das Collaturrecht über das Schulamt und die Kirche in Ganzig. Um 1242 wird Gancik urkundlich erstmals genannt.
Am 30. Dezember 1242 verkaufte Markgraf Heinrich der Erlauchte Land an das Kloster Cella.

### Ab 1800
Der Ort wurde mehrfach von Brandunglücken heimgesucht. Um 1804 verursachte ein Blitzschlag in der Schmiede großen Schaden. 1810 zerstörte ein Feuer sechs Höfe und 1816 nochmals zwei Güter; 1842 brannte das alte Pfarrhaus samt Gemeindearchiv nieder.
Im Jahr 1859 erfolgte ein umfassender Neubau der Kirche. Das romanische Langhaus mit Apsis wurde abgerissen und ein neues größeres Kirchenschiff hinzugefügt. Der Turm wurde zunächst erhalten und zur Eingangspforte umgebaut. Der neugotisch wirkende Neubau zeigt klassizistische Stilformen. Man erkennt dies an dem im Chorbogen befindlichen Altar, bestehend aus zwei hohen korinthischen Säulen mit einer antik wirkenden Bekrönung, verziert mit aufgesetzten Heiligenfiguren. Der Innenraum ist schlicht in Weiß gehalten mit dezentem hellblauem Hintergrund und von in Goldfarben gehaltenem Dekor im klassizistischen Stil geprägt. Im Jahr 1859 wurde eine neue Orgel der Firma August Wilhelm Erler aus Börtewitz installiert.

### Ab 1900
Im Jahr 1903 wurde der romanische Chorturm verändert. Eine höhere Turmspitze mit achteckigem Turmgeschoss und einer geschweiften Haube mit vergoldetem Christuskreuz wurde aufgesetzt.
Zum Ende des Zweiten Weltkrieges verwüstete die Rote Armee den Ort samt Kirche. Ende der 1940er Jahre wurden die Kriegsschäden beseitigt. Ab 1971 gehörten die Kirche Ganzig und die Filialkirche Lonnewitz zur Bornaer evangelisch-lutherischen Kirchgemeinde. Durch die Gemeinde und mit Unterstützung der Einwohner erfolgte in den 1980er Jahren eine umfassende Renovierung im Innen- und Außenbereich und eine Sanierung der Orgel.
Auf dem Friedhof befinden sich ein Ehrenmal für die Opfer des Ersten Weltkriegs, ein Ehrenmal für die Opfer des Nationalsozialismus und ein Ehrenmal für die Opfer des Zweiten Weltkrieges.
Seit 2020 gehört die Kirche zur Kirchgemeinde Oschatzer Land im Kirchenbezirk Leisnig-Oschatz der Evangelisch-Lutherischen Landeskirche Sachsens.

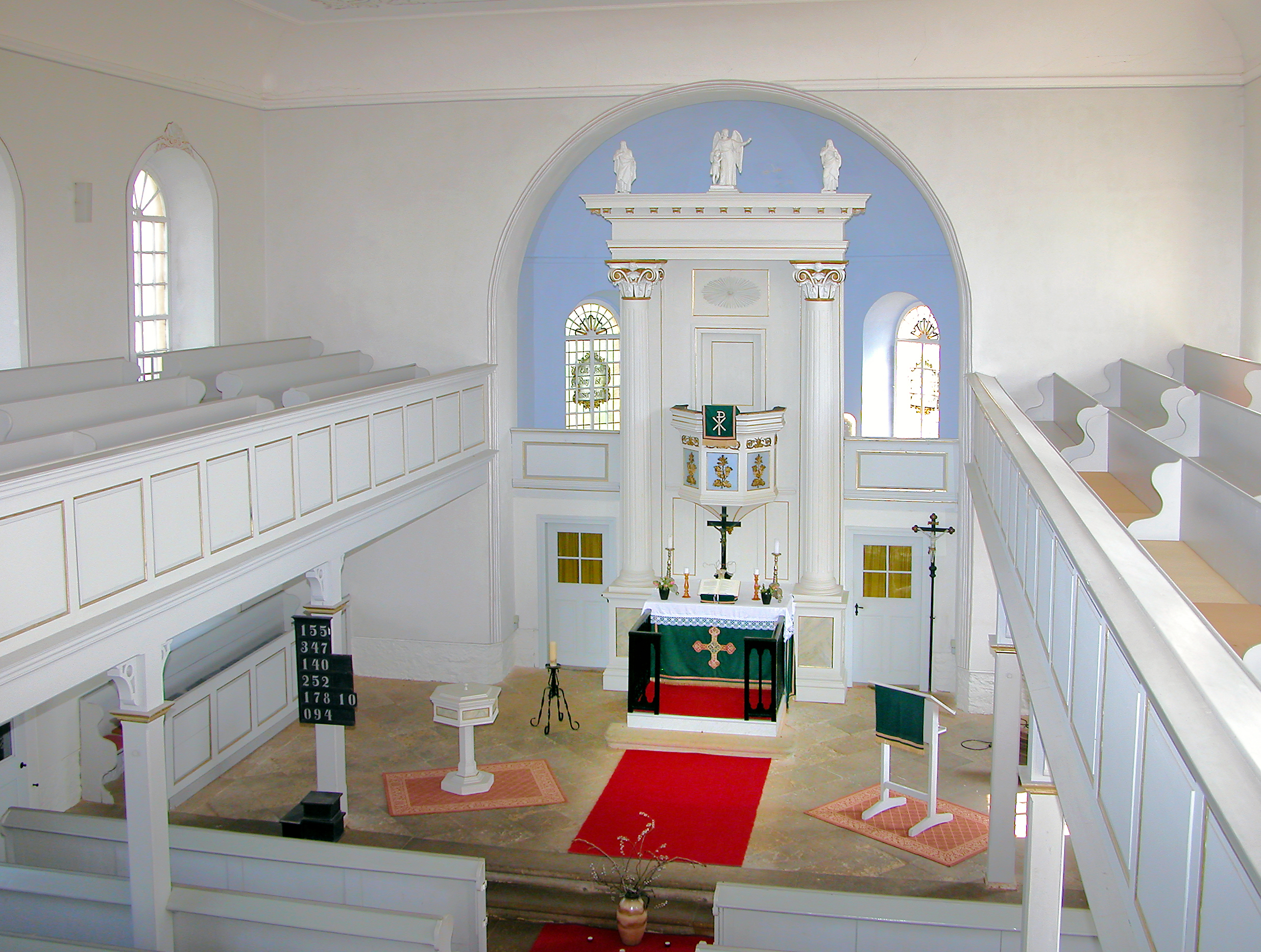
Kirche Ganzig (2011)

## Glocken
Das Geläut bestand aus zwei Bronzeglocken. Die größere, dem Erzengel Michael um 1500 geweiht, war 70 cm hoch und hatte 92 cm Durchmesser; sie wurde eingeschmolzen. Die kleinere schlichte Glocke wohl aus der Zeit um 1400 blieb erhalten, sie ist 55 cm hoch und hat einen Durchmesser von 54 cm. Mittlerweile besteht das Geläut aus drei Stahlgussglocken der Glockengießerei Otto Schilling und Gottfried Lattermann in Morgenröthe-Rautenkranz im Vogtland (Firmensitz in Apolda). Die Glocken stammen aus einer wegen Braunkohleabbaus aufgegebenen Kirche. Die erhaltene Bronzeglocke wird zu besonderen Anlässen per Hand geläutet.